# San Francisco, Misantla
San Francisco är en ort i Mexiko.   Den ligger i kommunen Misantla och delstaten Veracruz, i den sydöstra delen av landet, 240 km öster om huvudstaden Mexico City. San Francisco ligger 77 meter över havet och antalet invånare är 233.
Terrängen runt San Francisco är kuperad söderut, men norrut är den platt. Runt San Francisco är det ganska tätbefolkat, med 134 invånare per kvadratkilometer. Närmaste större samhälle är Martínez de la Torre, 19,9 km väster om San Francisco. Omgivningarna runt San Francisco är en mosaik av jordbruksmark och naturlig växtlighet.